# Anna Maria Perez de Tagle
 (avril 2019).
Si vous disposez d'ouvrages ou d'articles de référence ou si vous connaissez des sites web de qualité traitant du thème abordé ici, merci de compléter l'article en donnant les références utiles à sa vérifiabilité et en les liant à la section « Notes et références ».
Pour les articles homonymes, voir Tagle.
Anna Maria Perez de Tagle (née le 23 décembre 1990 à San Francisco) est une actrice, mannequin et chanteuse américaine.

## Biographie

### Vie personnelle
Anna Maria Francesca Enriquez Perez de Tagle est née à San Francisco et a grandi à San Jose. Elle est catholique. Elle a fait ses études à la Piémont Hills High School. Après avoir obtenu son diplôme de Saint-Justin, elle a déménagé dans le sud de la Californie avec sa famille. Puis elle a accepté le rôle de Ashley Dewitt dans Hannah Montana et elle a joué dans le film Camp Rock avec la star Joe Jonas. Elle est la petite-fille de la chanteuse philippine Sylvia La Torre. Dans son temps libre, Anna aime concevoir et faire ses propres vêtements, ainsi que de faire du ski, de la danse, du chant, du piano et lire. Elle est amie avec Shanica Knowles. Son talent n'est pas seulement le chant. Anna aime aussi travailler avec les enfants de l'hôpital de Los Angeles.

### Carrière
Anna a participé à l'émission de Star Search 2 en 2003, chantant la chanson Somewhere du film West Side Story. Anna a également joué un rôle muet dans le film Les Mots retrouvés. Elle a joué dans des productions locales de Cendrillon, Bugsy Malone et Anna et le Roi de Siam. Elle est surtout connue son rôle d'Ashley Dewitt dans la série Hannah Montana de Disney Channel.
Elle est également mannequin. Elle a figuré dans de nombreux catalogues, notamment Macy's et Mervyns. Elle était également sur la couverture du magazine Filipinas, qui présentait un article de deux pages à son sujet. En septembre 2009, elle a récemment participé à la Style360 Fashion Week Oral B Pulsonic Showcase à New-York.
Anna a également joué le rôle de Miracle Ross dans la série du samedi matin de la CBS, Cake et a aussi prêté sa voix à l'enfant de patrouille de sécurité dans Higglytown Heroes.
En 2008, elle joua le rôle d'Ella dans le Disney Channel Original Movie Camp Rock. Elle reprendra ce rôle en automne 2009 lors du tournage à Toronto au Canada. Ce second volet, Camp Rock 2 : Le Face à face, sera sur les écrans américains vers juin 2010.
Anna participera au remake de Fame dans la peau de Joy. Cependant, ce film n'attirera pas les foules.
Anna a enregistré un CD appelé Listen...It's a Miracle. Elle a récemment signé dans le label des Jonas Brothers, "Jonas Group", qui vont collaborer avec elle pour que son album voit le jour en 2010.

## Filmographie
| Année | Titre                 | Role                      |
| ----- | --------------------- | ------------------------- |
| 2005  | Les Mots retrouvés    | Bee Season #1             |
| 2006  | Cake                  | Miracle Ross              |
| 2006  | Hannah Montana        | Ashley Dewitt             |
| 2007  | Just Jordan           | Veronica                  |
| 2008  | Camp Rock             | Ella Pador                |
| 2008  | Higglytown Heroes     | Safety Patrol Member Hero |
| 2009  | Fame                  | Joy Moy                   |
| 2010  | Camp Rock 2           | Ella Pador                |
| 2010  | Jonas L. A.           | Elle-Même                 |
| 2012  | A Forgotten Innocence | Alyssa Durano             |
| 2013  | Baby Daddy            | Jenna                     |